# Attraktioner på Isle of Wight
Dette er en liste med attraktioner på Isle of Wight

## Liste
| Ryde Arena (Ice Skating)         | Ryde                     |
| Amazon World                     | Arreton                  |
| Appuldurcombe House              | Wroxall                  |
| Bembridge Windmill               | Bembridge                |
| Blackgang Chine                  | Blackgang                |
| Borthwood Copse                  | Sandown                  |
| Brading Roman Villa              | Brading                  |
| Calbourne Water Mill             | Calbourne                |
| Carisbrooke Castle               | Carisbrooke              |
| Classic Boat Museum              | East Cowes               |
| Dimbola Lodge                    | Freshwater               |
| Dinosaur Isle                    | Sandown                  |
| East Cowes Castle                | East Cowes               |
| Farringford House                | Freshwater               |
| Fort Victoria                    | Yarmouth                 |
| Haseley Manor                    | Arreton                  |
| Isle of Wight Bus & Coach Museum | Newport                  |
| Isle of Wight Steam Railway      | Smallbrook – Havenstreet |
| Isle of Wight Zoo                | Sandown                  |
| The Needles                      | Alum Bay                 |
| The Needles Batteries            | Alum Bay                 |
| Newport Roman Villa              | Newport                  |
| Newtown Old Town Hall            | Newtown                  |
| Osborne House                    | East Cowes               |
| Quarr Abbey                      | Wootton                  |
| Robin Hill                       | Downend                  |
| Seaview Wildlife Encounter       | Seaview                  |
| Shanklin Chine                   | Shanklin                 |
| St. Catherine's Oratory          | Niton                    |
| Underwater Archaeology Centre    | Fort Victoria            |
| Ventnor Botanic Gardens          | Ventnor                  |
| Yarmouth Castle                  | Yarmouth                 |